# Protaetia hieroglyphica
Protaetia hieroglyphica är en skalbaggsart som beskrevs av Ménétriès 1832. Protaetia hieroglyphica ingår i släktet Protaetia och familjen Cetoniidae. Utöver nominatformen finns också underarten P. h. depressiuscula.